# 마무리 투수
마무리 투수( - 投手, 영어: closing pitcher, CP, closer, CL)는 야구에서 경기 마지막에 등판하는 투수다.

## 사용
마무리 투수는 일반적으로 자신의 팀이 3점차 이하로 이기고 있을 때 등판하여 9회를 맡는 선수다.
마무리 투수는 일반적으로 팀에서 가장 실력이 뛰어난 선수가 맡는다.
자신의 팀이 3점차 이하로 이기고 있을 때 마지막 투수로 등판하여 1이닝 이상 투구할 경우, 루상의 주자 또는 상대하는 타자 또는 그 다음 타자가 득점하면 동점이 될 경우 마지막 투수로 등판하는 경우, 최저 3이닝 이상 마지막 투수로 효과적 투구를 할 경우 이 경우 중 한 가지 경우에 등판하여 앞선 상황을 유지할 경우에는 세이브가 기록된다.
일반적으로 마무리 투수는 체력상 연장전이 시행될 경우에는 다른 선수로 교체된다.

## 역대 주요 마무리 투수 명단

### 대한민국
- 김택연 -두산베어스
- 류진욱-NC 다이노스
- 주승우 -키움 히어로즈
- 유영찬-LG 트윈스
- 정해영 ,-KIA 타이거즈
- 조병현  -SSG랜더스
- 김서현 -한화 이글스
- 김원중 -롯데 자이언츠
- 이호성  삼성 라이온즈
- 박영현  kt 위즈

### 미국
- 마크 멀랜슨  샌프란시스코 자이언츠
- 제리스 패밀리아  뉴욕 메츠
- 크레이그 킴브렐  보스턴 레드삭스
- 아롤디스 채프먼  뉴욕 양키스
- 켄리 잰슨  LA 다저스

## 같이 보기
- 선발 투수(SP)
- 구원 투수(RP)